# Phytoptus aquatilis
Phytoptus aquatilis är en spindeldjursart som beskrevs av Heikki Roivainen 1950. Phytoptus aquatilis är ett kvalster som ingår i släktet Phytoptus, och familjen Phytoptidae. Arten är reproducerande i Sverige.